# جورج فالنتاين ناش
جورج فالنتاين نـاش (بالإنجليزية: George Valentine Nash)‏ هو عالم نبات أمريكي، ولد في 6 مايو 1864 في بروكلين في الولايات المتحدة، وتوفي في 15 يوليو 1921.